# João Zonaras
João ou Joannes Zonaras (em grego: Ἰωάννης Ζωναρᾶς; c. 1070 – c. 1140) foi um historiador, cronista e teólogo bizantino romano que viveu em Constantinopla (atual Istambul, Turquia). Sob o imperador Aleixo I Comneno, ocupou os cargos de chefe de justiça e secretário particular (protasēkrētis) do imperador, mas após a morte de Aleixo, retirou-se para o mosteiro na Ilha de Hagia Glykeria, (İncir Adası, na Baía de Tuzla), onde passou o resto de sua vida escrevendo livros.

## Vida
Quase nada se sabe sobre a vida de Zonaras. No entanto, vários elementos podem ser inferidos de seus próprios escritos. Em um de seus escritos, ele afirma que "viu" o segundo casamento de um imperador. Isso poderia ter sido o casamento de Nicéforo III com Maria da Alânia no final de 1078 ou talvez até mesmo o casamento de Manuel I Comneno com Maria de Antioquia em 1161, o que colocaria a morte de Zonaras significativamente mais tarde. Não se sabe com certeza se Zonaras serviu sob João II Comneno (r. 1118–1143), embora isso ainda seja uma possibilidade. O Epitome de Zonaras serviu como base da crônica de Constantino Manassés, que foi encomendada por Irene Comnena, a viúva do sebastokrator Andrônico Comneno. Dado que Irene morreu em (ou pouco antes de) 1153, esta obra deve ter sido escrita c. 1150 ou 1145. Além disso, é possível que Irene tenha solicitado esta crônica mais curta precisamente porque já havia visto o Epitome de Zonaras. Portanto, pode-se inferir que Zonaras já havia morrido em 1145.

## Obras escritas
Sua obra mais importante, Extratos de História (em grego: Ἐπιτομὴ Ἱστοριῶν; em latim: Epitome Historiarum), em dezoito livros, estende-se desde a criação do mundo até a morte de Aleixo (1118). A parte anterior é amplamente extraída de Josefo; para a história romana, ele seguiu principalmente Dião Cássio até o início do século III. Os estudiosos contemporâneos estão particularmente interessados em seu relato dos séculos III e IV, que dependem de fontes, agora perdidas, cuja natureza é ferozmente debatida. Central a este debate é o trabalho de Bruno Bleckmann, cujos argumentos tendem a ser apoiados por estudiosos continentais, mas rejeitados em parte por estudiosos de língua inglesa. Uma tradução inglesa dessas seções importantes foi recentemente publicada. A principal parte original da história de Zonaras é a seção sobre o reinado de Aleixo I Comneno, a quem ele critica pelo favor mostrado aos membros de sua família, a quem Aleixo confiou vastas propriedades e cargos estatais significativos. Sua história foi continuada por Nicetas Acominato.
Várias obras eclesiásticas foram atribuídas a Zonaras — comentários sobre os Padres da Igreja e os poemas de Gregório de Nazianzo; vidas de Santos; e um tratado sobre os Cânones Apostólicos — e não há razão para duvidar de sua autenticidade. O léxico, no entanto, que foi transmitido sob seu nome (ed. J. A. H. Tittmann 1808) é provavelmente obra de um certo Antônio Monge (Stein's Heródoto, ii.479 f). A primeira denúncia eclesiástica do jogo de xadrez por parte da Igreja Ortodoxa Oriental foi expressa por Zonaras. Foi durante seu retiro como monge no mosteiro do Monte Atos que ele escreveu seu comentário sobre os cânones da Igreja Oriental. O Concílio Quinissexto exigiu que tanto o clero quanto os leigos abandonassem o uso de dados (Cânone 50). Zonaras queria que o xadrez também fosse incluído para o clero e leigos abandonarem.

Zonaras, comentando sobre o Cânone 50, escreveu: "Porque há alguns dos Bispos e clero que se afastam da virtude e jogam xadrez (zatikron) ou dados ou bebem em excesso, a Regra ordena que tais cessem de fazê-lo ou sejam excluídos; e se um Bispo ou ancião ou diácono ou subdiácono ou leitor ou cantor não cessarem de fazê-lo, ele será expulso: e se leigos se entregarem ao jogo de xadrez e embriaguez, eles serão excluídos."